# Alpha AS

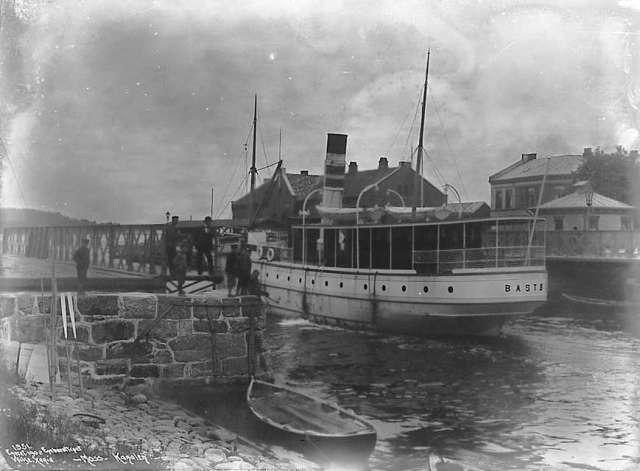
S/S Bastø II, 1902

Alpha AS var ett rederi i Moss i Norge, som bedrev färjelinjen Moss-Horten. Det grundades 1892 av bland andra mossborna expeditören Jens Chr. Olsen, skepparen Anton Larsen och høyesterettsadvokaten H.A. Knudtzon för att "drive Fragtfart med en Damplægter mellom Moss og Christiania". Det första fartyget sattes i drift 1883 och fick namnet Alpha.
Rederiet drev därefter trafik med färjor på färjelinjen Moss-Horten fram till 1987, då det övertogs av Kosmos-gruppen, som bestod av bland andra Jahre Line.